# باربرا بينديك
باربرا بينديك (بالإنجليزية: Barbara Benedek)‏ هي كاتبة سيناريو أمريكية، ولدت في 1956 في المملكة المتحدة.

## وصلات خارجية
- باربرا بينديك على موقع IMDb (الإنجليزية)
- باربرا بينديك على موقع ألو سيني (الفرنسية)
- باربرا بينديك على موقع أول موفي (الإنجليزية)
- باربرا بينديك على موقع قاعدة بيانات الأفلام السويدية (السويدية)
- باربرا بينديك على موقع قاعدة بيانات الفيلم (الإنجليزية)